# Morten Abel
Morten Abel Knutsen, född 15 oktober 1962 i Bodø, är en norsk sångare, gitarrist, komponist och författare. Morten Abel är en av få artister som under flera decennier har varit ledande inom den norska rocken och popen. Först i gruppen Mods, känd för bland annat hiten "Tore Tang". Abel grundade sedan gruppen The September When. Senare blev det gruppen Peltz, och så startade han sin karriär som soloartist efter 1997. Under eget namn har Abel släppt en rad  fullängsplattor
År 2009 utkom Morten Abels debutroman, Temmelig mye juling, på Schibsted forlag..

## Karriär
Morten Abels musikaliska karriär satte fart då han som 15-åring flyttade till Stavanger, och blev en del av den blomstrande musikmiljön i staden. År 1980 blev han medlem av Mods, som spelade rock med norska texter. Deras två första album räknas som klassiker i norsk rock.
Nästa projekt blev gruppen The September When. Bandet nådde nästan allt som är möjligt för ett norskt band, sålde bra, beröm från musikjournalister, festivaljobb i Norge och utomlands och fulla hus överallt. Bandet höll på till 1996 och hade då släppt fyra album.
I nästa grupp, Peltz, hade plötsligt sångaren Abel förvandlats till gitarrist i en trio. Bandet gav ut ett album. Efter detta blev det flytt till London och en satsning på en karriär som förhoppningsvis skulle göra honom mer känd internationellt.  Abel hade haft några små soloprojekt tidigare, men det var först nu som han satsade ordentligt. Det kom flera album på några år. Det första sålde i 40 000 exemplar, det andra 140 000. Med det tredje befäste han sin ställning som Norges stora popkung i början på 2000-talet. Efter detta satsade han mer på Skandinavien, och 2003 gjorde han ett nytt album med poplåtar.
År 2006 blev det ytterligare ett album. Så gav han ut en roman, spelade teater och film, skrev musikal- och teatermusik. År 2008–2011 gjorde The September When comeback med konserter och gav också ut ett album. Han har även spelat i Geir Zahls band Uncle Deadly och haft återföreningskonsert med Mods. Han har varit hedrad av norska posten med ett eget frimärke. År 2015 kom han med ett album där han hade skrivit texterna på norska.
Han blev tilldelad Hederspriset på Spellemannsutdelningen 2014. År 2017 bestämdes att han skulle bli invald i Rockheim Hall of Fame år 2018. År 2018 kom soloalbumet Evig Din.

## Diskografi (solo)
Studioalbum
- 1997 – Snowboy
- 1999 – Here We Go Then, You and I
- 2001 – I'll Come Back and Love You Forever
- 2003 – Being Everything, Knowing Nothing
- 2006 – Some of Us Will Make It
- 2015 – I fullt alvor
- 2018 – Evig Din

Samlingsalbum
- 2004 – Morten Abel (2CD)
- 2005 – Give Texas Back to Mexico (endast utgiven i Sverige)

Singlar
- 1999 – "Hard To Stay Awake"
- 2000 – "Be My Lover"
- 2006 – "Big Brother"
- 2006 – "Swim Like a Fish"
- 2007 – "Stars"
- 2010 – "Big-5"
- 2013 – "Lost"
- 2015 – "Annabelle"
- 2015 – "Frøken Vilikke"

DVDs
- 2003 – Being Everything, Knowing Nothing
- 2004 – Live DVD